# پائول راسکین
 پائول راسکین (انگلیسی: Paul Raskin؛ زاده ۲۲ مارس ۱۹۴۲) یک فیزیک‌دان است.